# USS Massachusetts (BB-59)
USS Massachusetts (BB-59) – amerykański pancernik typu South Dakota.  Zwodowany 23 września 1941, służył w marynarce amerykańskiej podczas II wojny światowej. W listopadzie 1942 roku u wybrzeży Casablanki stoczył walkę z nieukończonym francuskim pancernikiem „Jean Bart”, uszkadzając go poważnie. Zatopił 2 niszczyciele, 4 statki i dok pływający, wziął udział także w zatopieniu trzeciego niszczyciela. Po wojnie przeniesiony do rezerwy w 1947 roku, od 1965 roku jest okrętem muzeum w Fall River w stanie Massachusetts.

## Linki zewnętrzne

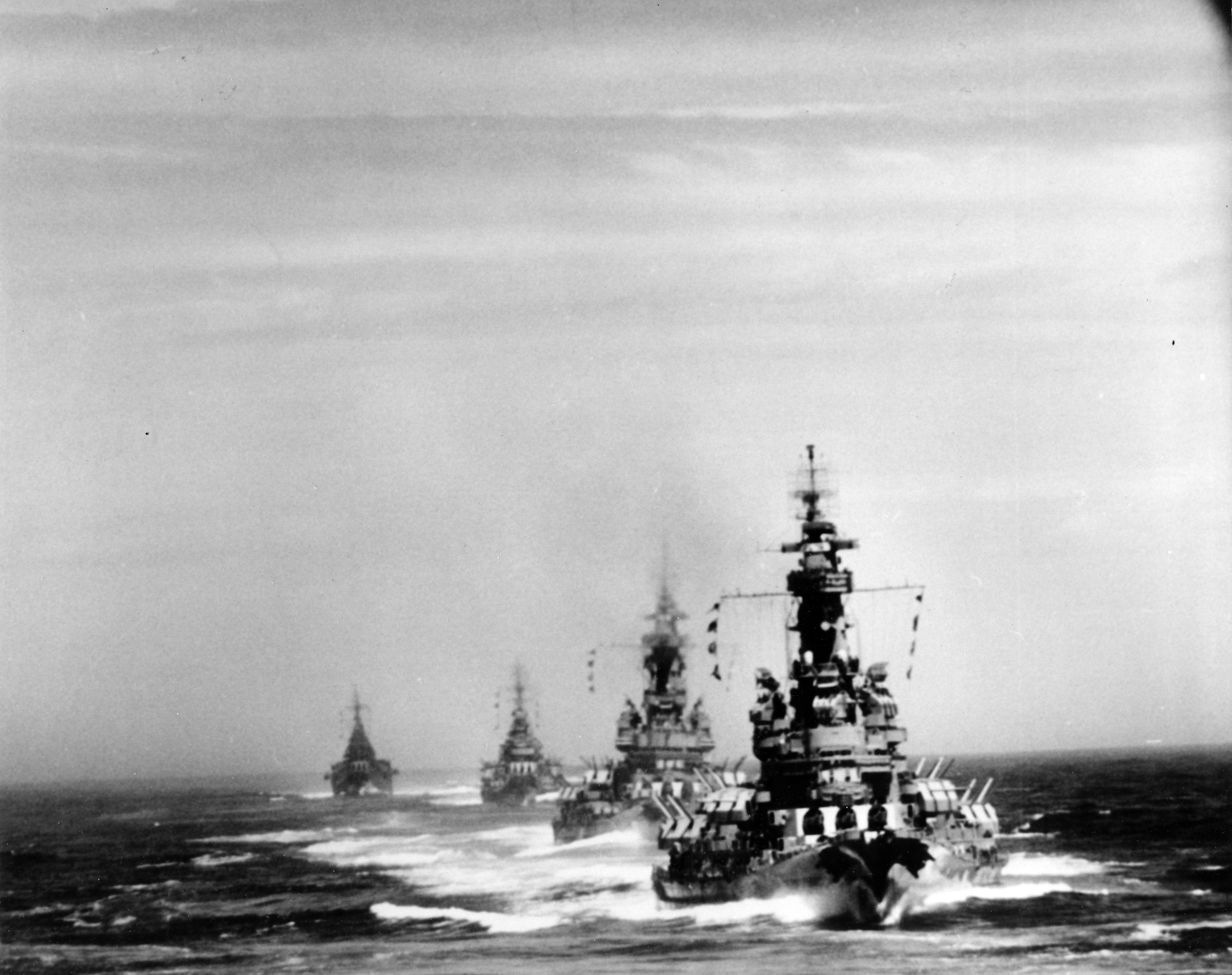
Alianckie okręty zmierzają w kierunku miasta Kamaishi w Japonii. Na pierwszym planie widoczny jest pancernik USS "Indiana", za nim widoczne są okręty: pancernik USS "Massachusetts" oraz ciężkie krążowniki USS "Chicago" i USS "Quincy". Zdjęcie wykonano z pokładu pancernika USS "South Dakota", 14 lipca 1945 roku

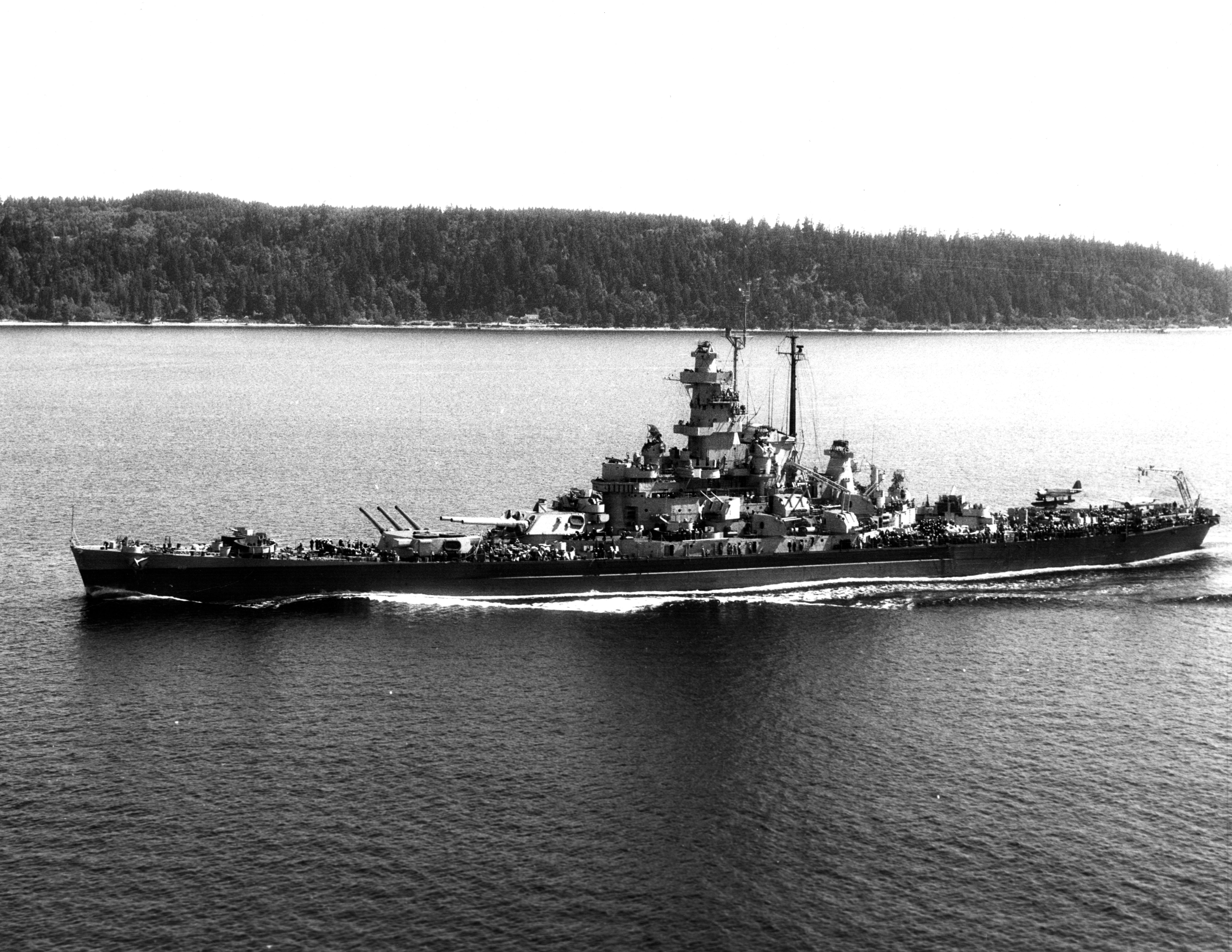
USS "Massachusetts" płynący z prędkością 15 węzłów w pobliżu Point Wilson w stanie Waszyngton w dniu 11 lipca 1944 roku